# 新比爾祖利夫卡
47°24′8″N 32°16′34″E / 47.40222°N 32.27611°E
新比爾祖利夫卡（烏克蘭語：Новобірзулівка），是烏克蘭的村落，位於該國南部尼古拉耶夫州，由巴什坦卡區負責管轄，始建於1863年，面積0.68平方公里，海拔高度26米，2001年人口262，人口密度每平方公里385.3人。